# Osijek
Osijek (em húngaro Eszék; em alemão Esseg; em latim Essec; em turco Ösek) é uma cidade da Croácia. Encontra-se a poucos quilômetros das fronteiras com a Hungria, a norte, e com a Sérvia, a leste. É a capital do condado de Osijek-Barânia.
Osijek (pronunciado [ɔsiɛk]) é a quarta maior cidade na Croácia com uma população de 114.616 em 2001. É a maior cidade e o centro econômico e cultural da região croata oriental de Eslavônia, bem como o centro administrativo do condado de Osijek-Baranja. Osijek é localizado na margem direita do rio Drava, 25 km rio acima da sua confluência com o Danúbio, à altitude de 94 metros.

## História
A Croácia surgiu na forma de um ducado no século VII e, posteriormente, como um reino no século X. Nos dez séculos seguintes, manteve-se como um Estado distinto, com um governante (ban) e um parlamento, mas obediente a reis e imperadores de diversas potências vizinhas, em especial a Hungria e a Áustria. O período entre os séculos XV e XVII foi marcado por conflitos amargos com o Império Otomano. Incorporada na Iugoslávia durante boa parte do século XX, a Croácia recuperou a sua independência em 1991.

### Origens
As origens da habitação humana de Osijek datam de tempos Neolíticos, com os primeiros habitantes conhecidos que pertencem às tribos ilírios. O imperador romano Adriano fundou Élia Múrsia, uma colônia com privilégios especiais em 131. Depois disto, Mursa teve uma história turbulenta, presenciando várias batalhas decisivas (entre elas, a Batalha de Mursa Maior, em 351, e a batalha entre Auréolo e Ingênuo em 260), decidindo o destino da região inteira. Depois da sua migração, os croatas se assentaram perto das ruínas de Mursa, dando-lhe o seu nome atual, Osijek.

## Turismo
O forte de Osikel é uma das mais belas estruturas do período barroco desta para da Croácia. O centro antigo da cidade é cercado de muralhas com um portão. Dentro das muralhas existem prédios residenciais, escolas e uma igreja. Oxide é o centro da Slavonija. No rio Drava, Osijek possui uma calçada com cerca de 2 km, perfeita para caminhar, correr ou pescar (uma das atividades favoritas no local). Há alguns anos uma ponte para pedestres foi construída para que pedestres possam cruzar até o outro lado do rio Um interessante fato sobre a cidade é o piso aquecido da praça principal da cidade, por exemplo, durante as celebrações de ano novo o lugar fica extremamente agradável e prazeroso, apesar das baixas temperaturas.

## Pessoas importantes
Vladimir Herzog, jornalista, professor e dramaturgo naturalizado brasileiro, assassinado no contexto da Ditadura Militar Brasileira.